# Râul Berhina
Pârâul Berhina este un afluent al râului Lăpușnicul Mare. Se formează la confluența brațelor Galbena de Nord și Galbena de Sud.

## Hărți
- Harta județului Hunedoara
- Harta Munților Retezat  Arhivat în 10 iulie 2012, la Wayback Machine.